# Fred Agabashian
Fred Agabashian (n. 21 august 1913 – d. 13 octombrie 1989) a fost un pilot de curse auto american care a evoluat în Campionatul Mondial de Formula 1 între anii 1950 și 1957.
1. 1 2  Fred L. Agabashian, Find a Grave, accesat în 9 octombrie 2017